# André Dupin
Vous lisez un « bon article » labellisé en 2007.
Pour les articles homonymes, voir Dupin.
André Marie Jean Jacques Dupin, dit « Dupin aîné », né à Varzy dans la Nièvre le 1er février 1783 et mort à Paris le 10 novembre 1865, est avocat, magistrat et homme politique français.
Procureur général auprès de la Cour de cassation, il est député en 1815, président de la Chambre des députés en 1832, membre de l'Assemblée constituante en 1848, président de l'Assemblée législative en 1849 et enfin sénateur en 1857. Il est également membre de l'Académie française, après son élection en 1832.
Proche de Louis-Philippe d'Orléans, roi des Français en 1830, Dupin aîné est un acteur important de la politique française après la chute de l'Empire napoléonien sous les deux Restaurations. Défenseur devant la Chambre des pairs de nombreux accusés politiques, dont le maréchal Ney et Savary, il est, à la Chambre des députés, le rapporteur de la Charte de 1830. Sous la monarchie de Juillet, Dupin, que l'on a désigné comme le chef du « Tiers parti », est ministre sans portefeuille dans le premier ministère de la monarchie de Juillet. Il préside la Chambre des députés de 1832 à 1839.

## Biographie

### Jeunesse et études
Aîné d'une famille de trois enfants, Dupin aîné est le fils de Charles-André Dupin (1758-1843), officier de judicature sous l'Ancien Régime, qui est député à la Législative, membre du club des Feuillants, au Conseil des Anciens sous le Directoire, puis au Corps législatif sous le Consulat.
Charles, son frère cadet, est mathématicien et homme politique tandis que Philippe est un des premiers avocats de la première moitié du XIXe siècle (il est nommé bâtonnier en 1835). Dupin aîné est le cousin de Claude-François-Étienne Dupin.
Il fait ses premières études sous la direction de sa mère Catherine Agnès Dupin (1763-1827) – qui devait plus tard réclamer pour simple épitaphe les mots : « ci-gît la mère des trois Dupin » – avant celles de la science juridique auprès de son père, qui l'envoie parfaire sa formation à l'école de droit de Paris.
Il entre en 1800 comme clerc chez un avoué de la rue Bourbon-Villeneuve à Paris avant d'être admis à l'Académie de législation au moment de sa fondation. En 1806, il obtient son doctorat en droit avec une thèse qui est la première soutenue depuis la réorganisation de la faculté de Paris.

### Parcours professionnel
Il se porte candidat, mais sans succès, à une chaire de droit à Paris (1810) et se fait alors recevoir au barreau de Paris. En 1812, le procureur général Merlin de Douai le propose, avec insistance mais toujours sans succès, aux fonctions d'avocat général à la Cour de cassation. Malgré ces échecs, sa réputation commence à s'établir, vers cette époque, par la publication de plusieurs opuscules de jurisprudence. Aussi fut-il nommé en 1813, sur proposition de Cambacérès, secrétaire de la commission créée par le Grand Juge Régnier, duc de Massa, pour codifier les lois de l'Empire. Grâce à ces travaux, il est pourvu, à la chute de l'Empire, d'une solide réputation de jurisconsulte.

### Parcours politique

#### Cent-Jours
Il se tient à l'écart de la politique durant la Première Restauration, mais en mai 1815, sous les Cent-Jours, il devient député de l'arrondissement de Château-Chinon (Nièvre). Siégeant le plus souvent avec l'opposition libérale, il prend une part importante aux travaux de l'Assemblée.
C'est sur sa motion qu'est nommée la commission chargée de présenter un projet de constitution destiné à remplacer l'Acte additionnel. Félix Lepeletier ayant demandé qu'on élève une statue à Napoléon Ier à Golfe-Juan avec l'inscription : Au sauveur de la patrie, Dupin s'y oppose vivement. Le 6 juin 1815, il demande qu'aucun serment ne puisse être exigé qu'en vertu d'une loi, et non d'un simple décret du 26 mai qui ne renferme, dit-il, que la volonté unilatérale du prince. La motion, combattue par Boulay de la Meurthe, est rejetée.
Le 22 juin, il demande que l'abdication de l'Empereur soit acceptée « au nom du peuple français » et propose que la Chambre des représentants se déclare « Assemblée nationale ». Le 23, il s'oppose à la proclamation de Napoléon II comme Empereur après l'abdication de Napoléon Ier : « Qu'avons-nous à opposer, s'écria-t-il, aux efforts de nos ennemis ? La nation. C'est au nom de la nation qu'on se battra, qu'on négociera ; c'est d'elle qu'on doit attendre le choix d'un souverain ; c'est elle qui précède tout gouvernement et qui lui survit... » Une voix l'interrompit : « Que proposez-vous ? La République ? » et une vive agitation s'ensuit. Le 5 juillet, il reproche à l'Assemblée de faire une « déclaration de violence » et non une déclaration des droits des Français.

#### Une opposition prudente à la Seconde Restauration
Sous la Seconde Restauration, Dupin se rallie à Louis XVIII et est nommé président du collège électoral de Château-Chinon. Il se présente dans cette circonscription ainsi que dans celle de Clamecy, mais échoue dans les deux. La disposition législative qui relève à 40 ans l'âge d'éligibilité l'empêche de se présenter aux élections suivantes. De 1815 à 1827, il se consacre donc exclusivement au barreau et met sa plume et sa parole au service des opinions libérales. En particulier il a comme client, et pour plusieurs procès, l'écrivain et académicien Étienne de Jouy qui essuie les foudres de la justice pour plusieurs de ses écrits et publications.

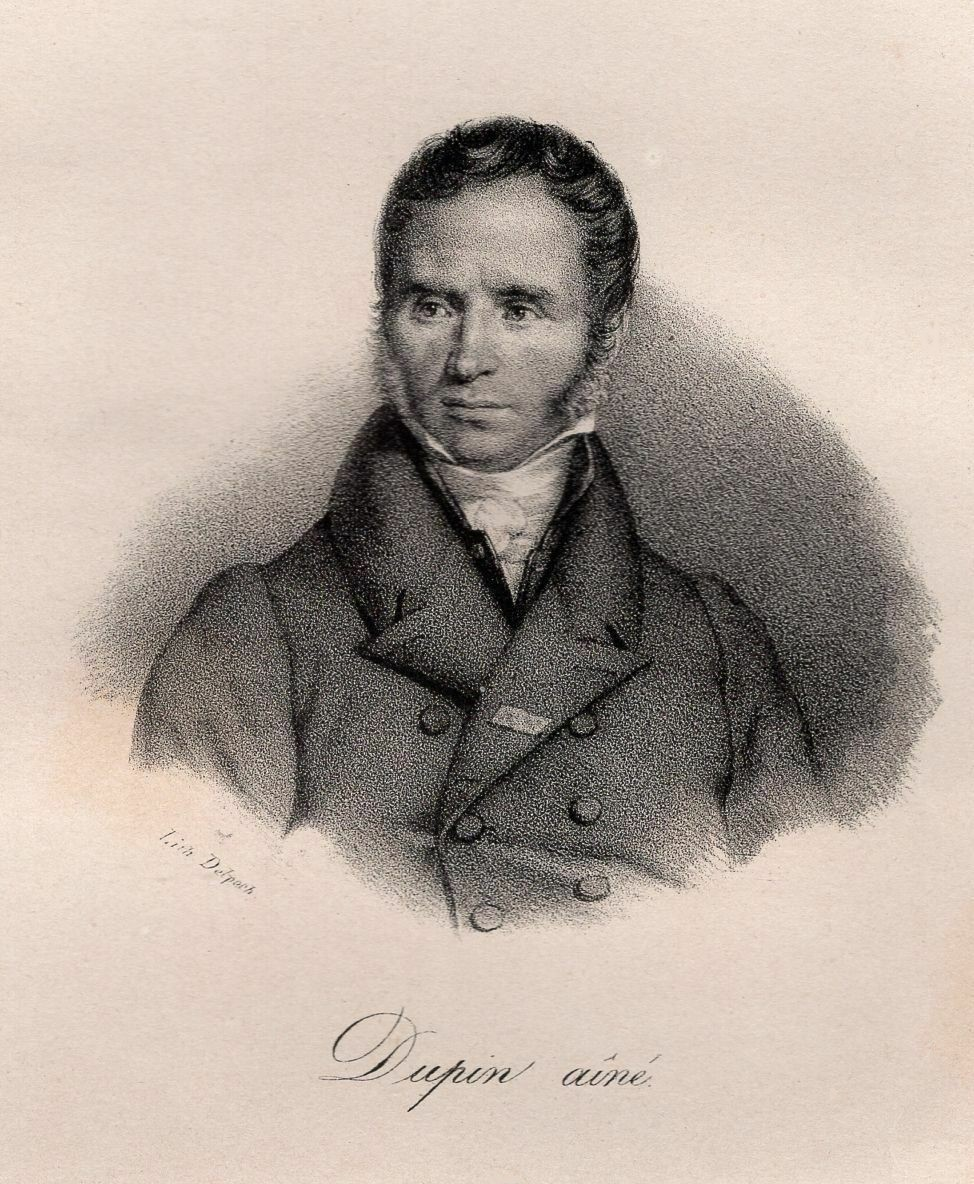

À la fin de 1815, il publie un mémoire destiné à devenir célèbre, intitulé Libre Défense des accusés. Il se fait une réputation des plus brillantes par ses plaidoiries en faveur de clients célèbres poursuivis : il défend notamment le maréchal Ney, conjointement avec Pierre-Nicolas Berryer, en 1815, Savary, duc de Rovigo en 1819, Caulaincourt en 1820, la mémoire de Brune en 1821. En septembre 1830, il devait énumérer lui-même, dans un factum apologétique, ses titres à la reconnaissance des « patriotes » : « Pendant ces quinze années de lutte commune en faveur de la liberté, quel a été mon contingent ? Qu'ai-je fait autre chose que de défendre autrui, moi si indignement attaqué ? Avez-vous oublié les noms de mes clients ? – Nos généraux accusés ou proscrits, Ney, Brune, Gilly, Alix, Boyer, Rovigo ! et les trois Anglais, généreux sauveurs de La Valette ! et les victimes des troubles de Lyon en 1817 ! – et ces hommes politiques injustement accusés : Isambert, pour la liberté individuelle ; Bavoux, pour les droits du professorat ; de Pradt, en matière d'élection ; Mérilhou, dans l'affaire de la souscription nationale ; Montlosier, soutenu par moi dans toute sa querelle avec un parti qui, comme Protée, sait revêtir mille formes diverses, et parler les langages les plus opposés !... – et vous, gens de lettres, défenseurs de la presse, à qui je ne demandais pour récompense que votre amitié ! » La presse ne se priva pas de répondre par des allusions malicieuses au taux des honoraires que pratiquait l'illustre avocat : rappelant que M. de Pradt ayant offert à Dupin 3 000 francs avec son amitié pour le prix d'un plaidoyer, l'avocat répliqua qu'il lui fallait le double.
Un de ses plus beaux succès fut la défense du Journal des débats, traduit devant le tribunal correctionnel pour le célèbre article « Malheureuse France ! Malheureux roi ! » (1829). Il plaide également pour les gallicans contre les Jésuites et les ultramontains, ainsi que dans le procès du Constitutionnel (1825).
En 1817, Dupin a rencontré le duc d'Orléans, futur Louis-Philippe Ier, qu'il a conseillé dans l'affaire dite du Théâtre-Français. En 1820, le duc d'Orléans l'appelle dans son Conseil d'apanage. C'est le début d'une longue collaboration qui ne se dément jamais puisque Dupin devient l'un des exécuteurs testamentaires du roi.
Le 25 février 1821, son plaidoyer à la cour de Riom permet à la maréchale Angélique Brune de faire modifier tous les registres de décès de son époux, le maréchal Brune, portant la mention de suicide, par celle d'assassiné.
Le 25 février 1824, il se présente sans succès à la députation dans le 1er arrondissement électoral de la Nièvre (Nevers). Il est en revanche élu le 21 mai 1827 dans la 2e circonscription de la Sarthe (Mamers). Il est également élu le 27 novembre de la même année dans deux arrondissements de la Nièvre : celui de Nevers et celui de La Charité-sur-Loire. Il opte pour le Nivernais et siège au centre gauche.

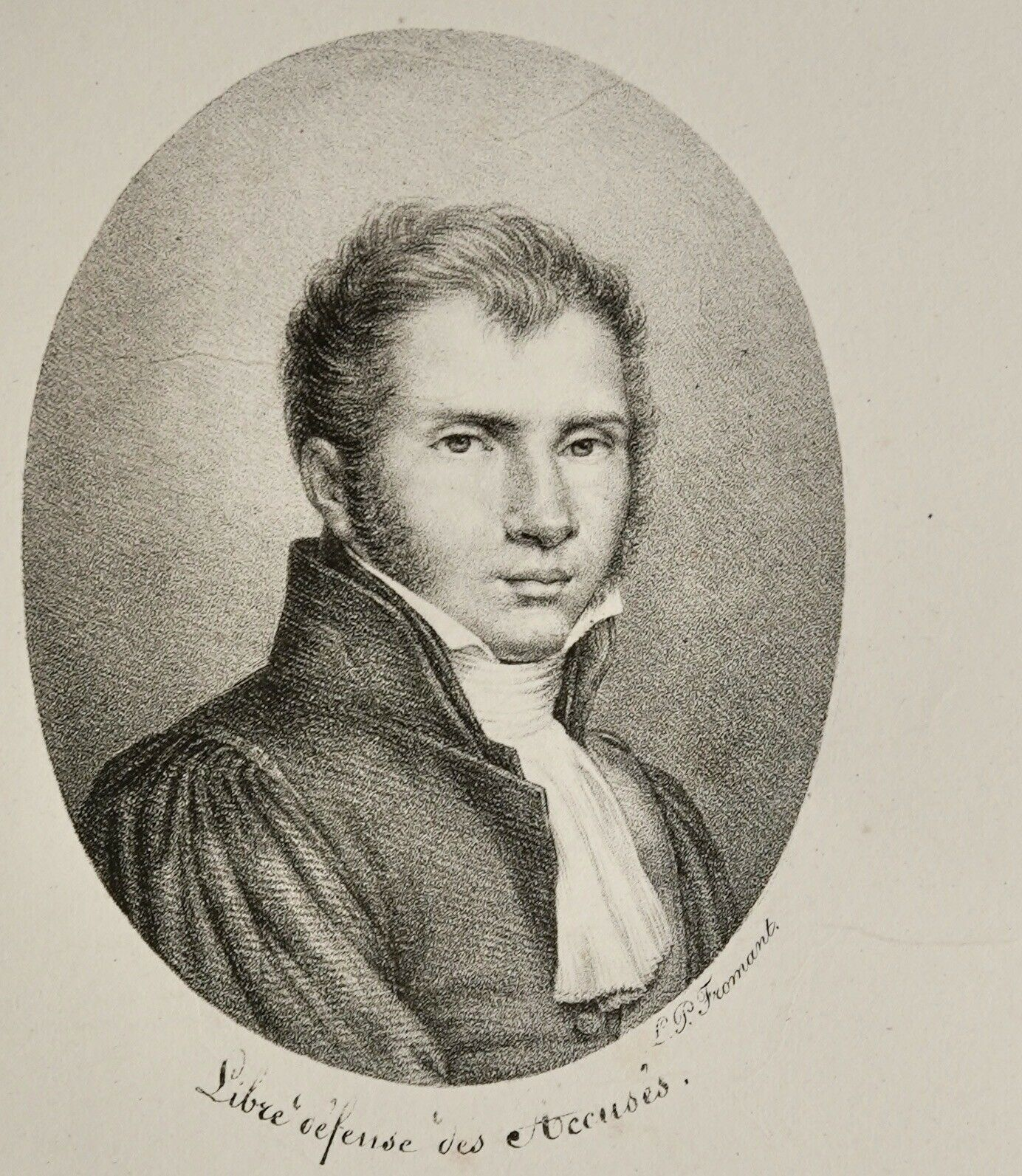

Il prend souvent la parole pour combattre certaines dispositions des projets de lois ministériels. Son opposition n'est cependant pas systématique : ainsi, dans la discussion sur la presse périodique, il se sépare de la plupart de ses collègues de la gauche en se montrant partisan d'imposer aux journaux des cautionnements élevés. En 1828, il se prononce contre la motion de Labbey de Pompières pour la mise en accusation du ministère Villèle. Mais, en mars 1830, il rapporte l'adresse des 221 qui renverse le ministère Polignac. La même année, il est vice-président de la Chambre.
Réélu député le 23 juin 1830, il déclare le 26 juillet dans son cabinet à plusieurs journalistes venus le consulter que, à son avis, les ordonnances de Saint-Cloud étaient illégales, mais il s'abstient de signer la protestation imprimée dans les journaux. Le 29 juillet, il se rend chez Jacques Laffitte et s'informe de la tournure des évènements.
Le 30 juillet, une commission de douze députés se rend chez Louis-Philippe au château de Neuilly, dont Louis Bérard, André Dupin et Jean-Charles Persil, pour engager le duc d'Orléans à accepter la lieutenance générale du royaume et, le soir du même jour, dans le comité secret de la Chambre des députés, il opine pour que la question du gouvernement soit décidée sans désemparer, et obtient l'institution de la lieutenance générale. C'est sous la dictée de Louis-Philippe que Dupin écrit, le 31 juillet, la célèbre proclamation qui se conclut par les mots : « La Charte sera désormais une vérité. »

#### Chef du tiers parti sous la monarchie de Juillet

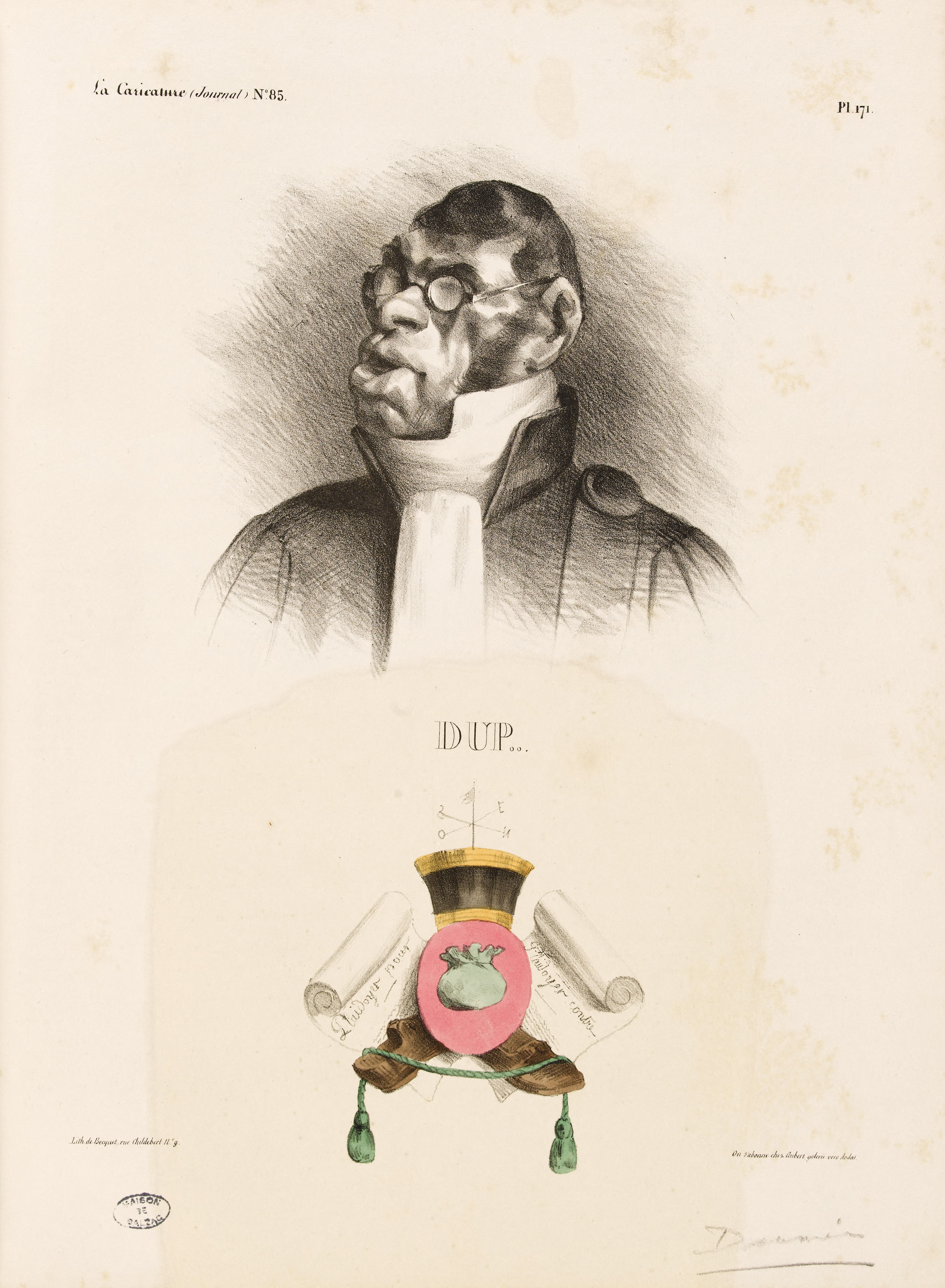
Caricature par Honoré Daumier (1832)

La Commission municipale provisoire nomme Dupin commissaire provisoire au département de la Justice, mais, presque aussitôt, son nom est effacé et remplacé par celui de Dupont de l'Eure.
En 1830, Louis-Philippe l'appelle au Conseil avec voix délibérative en qualité de ministre d'État et le nomme procureur général près la Cour de cassation (23 août 1830). C'est grâce à lui qu'est consacré le principe d'inamovibilité de la magistrature.
En 1830, il est brièvement bâtonnier de l'ordre des avocats de Paris.
À la Chambre des députés, il est le rapporteur de la Charte de 1830. Durant la session de 1830-1831, il monte fréquemment à la tribune de la Chambre des députés où il opine toujours dans le sens le plus conservateur. Selon le Dictionnaire des parlementaires, « Quand la discussion s'échauffait, Casimir Perier, qui a voulu l'avoir dans son ministère, lui dit : « Parlez, parlez, Dupin ! » et M. Dupin apporte alors à la tribune son éloquence brutale, commune, mordante, pleine de boutades ». Il tente, mais sans succès, de s'opposer à l'attribution de pouvoirs d'enquête à la commission chargée de porter l'accusation contre les ex-ministres de Charles X ; il appuie la nomination par le roi des maires et adjoints, le cens d'éligibilité et le rejet des adjonctions ; parla contre le droit illimité d'association ; contre les secours aux réfugiés ou condamnés politiques ; contre l'intervention en Pologne et contre la guerre de propagande. Le 7 novembre 1830 il avait été élu, pour la seconde fois, vice-président de la Chambre. Il soutient, comme commissaire du gouvernement, au début de 1832, le projet de loi sur la liste civile et la dotation de la couronne et fut nommé, en 1839, chef du Conseil du domaine privé du roi Louis-Philippe.
À l'été 1832, afin de combler le vide créé par le décès de Casimir Perier, Louis-Philippe, qui recherche un bon orateur parlementaire pour reprendre la présidence du Conseil en changeant le moins possible une équipe ministérielle qui lui convient, fait des ouvertures à Dupin. « Depuis longtemps, ironise Alexandre Dumas, M. Dupin est à la tête des affaires contentieuses de M. le duc d'Orléans, et comme le roi ne voyait dans l'administration de la France qu'une grande affaire contentieuse à conduire, il espérait que M. Dupin lui gagnerait ses procès avec les rois ses voisins comme il lui avait gagné ses procès avec les propriétaires ses voisins. » Pendant la deuxième quinzaine du mois de juin, Dupin négocia avec Louis-Philippe, subordonnant son accord à deux conditions : l'éviction des deux favoris du roi, Montalivet et Sébastiani, et le maintien des dispositions adoptées du temps de Perier, notamment la possibilité pour le président du Conseil de présider des conseils de cabinet en dehors de la présence du monarque. Souvent, le ton montait, comme lorsque Dupin revendiquait la conduite de la diplomatie que Louis-Philippe voulait se réserver : « Je ne suis pas bon pour parler à Milord Granville ? », grinçait l'avocat tandis que Louis-Philippe, rouge de colère, le saisissait par son habit et le jetait dehors comme un domestique en criant : « Sortez, vous entendez Dupin, sortez ! Je ne souffrirai jamais qu'on me manque, et surtout chez moi. » En définitive, les deux hommes se séparèrent sur un constat d'impossibilité de s'accorder : « – Tenez, Sire, dit Dupin, je vois bien que nous ne pourrons jamais nous entendre. – Je le voyais comme vous, Monsieur, répondit le roi, seulement je n'osais pas vous le dire. » Dupin ne parvint pas à obtenir malgré une négociation avancée avec le roi qui l'appelait déjà "mon cher garde-des-sceaux" le portefeuille de la Justice en 1839 : il était, dit Guy Antonetti, « l'homme qui refus[ait] toujours les ministères, sous prétexte qu'il [était] plus utile ailleurs, mais qui [était] dévoré de l'envie d'être ministre et qui s'aigri[ssai]t de ce qu'on ne le suppli[ât] pas assez d'accepter un portefeuille ! »
La nomination de Dupin comme procureur général l'a contraint à solliciter le renouvellement de son mandat, qu'il obtient le 21 octobre 1830. Il est constamment réélu par le 3e collège de la Nièvre jusqu'en 1848 : le 5 juillet 1831, le 21 juin 1834, le 4 novembre 1837, le 2 mars 1839, le 9 juillet 1842 et le 1er août 1846.
Le 21 novembre 1832, il devient président de la Chambre des députés. Il est réélu huit fois consécutives jusqu'au 26 mars 1839. Il reste légendaire, comme président, par son penchant marqué au sarcasme et aux réparties mordantes qu'il ne pouvait contenir et qui lui attirent de nombreuses inimitiés. Il ne cesse d'ailleurs de se mêler personnellement aux débats parlementaires. Foncièrement anticlérical, il descend du fauteuil lors de la discussion du projet de loi sur les conseils généraux pour appuyer un amendement interdisant aux prêtres d'en faire partie. Dans la session de 1833, il demanda, à l'occasion de la discussion du budget de la justice, que le traitement des procureurs généraux fût augmenté. Le 5 décembre 1834, à l'occasion de la crise ministérielle, il prononça un discours qui eut un certain retentissement. En 1835, il prit la parole sur les lois de septembre. En 1836 et 1837, il appuya le maintien des lois répressives de l'usure, défendit les députés fonctionnaires du reproche de servilité, blâma les ministres d'avoir arrêté le cours de la justice dans la tentative manquée de soulèvement de Strasbourg du prince Louis-Napoléon Bonaparte, et combattit la loi de disjonction. En 1839, il déclara, dans la commission de l'adresse, le ministère Molé « insuffisant » pour couvrir la royauté et réclama la liberté des deux Bosphores, le détroit des Dardanelles et l'isthme de Suez. En 1840, il exprime l'opinion que l'occupation de l'Algérie devait être restreinte et vote contre la conversion des rentes. Dans la même session, pressé par la famille royale de soutenir à la Chambre la demande de dotation pour le duc de Nemours, il se déroba habilement. En 1841, il fait d'importants discours sur la propriété littéraire, le recrutement de l'armée, la loi de finances. En 1842, il rapporte le projet de loi sur l'organisation de la régence. Partisan décidé du remplacement militaire, il en soutient l'utilité contre l'opposition de gauche (1844) et s'oppose à la proposition Rémusat relative aux députés exerçant des fonctions salariées (1845), ainsi qu'à la proposition Duvergier de Hauranne relative à l'abolition du scrutin secret (1845). En 1846, il fait partie de la commission chargée d'examiner les questions que soulevait la concentration, dans les mains d'une seule compagnie, du bassin houiller de la Loire. Dans ces diverses sessions, Dupin se mêle souvent, en outre, à la discussion du projet d'adresse. Tout en se déclarant absolument favorable au gouvernement, il ne manque pas de poursuivre les ministres de ses sarcasmes.
Il est également conseiller général de la Seine (1832) et membre du conseil général des hospices de Paris. Il est élu à l'Académie française, au fauteuil numéro 35, le 21 juin 1832 grâce à sa défense du Constitutionnel dont plusieurs rédacteurs sont académiciens, et à l'Académie des sciences morales et politiques (en octobre 1832).
Lors de la révolution de 1848, alors que Louis-Philippe vient d'abdiquer, il accompagne le 24 février 1848 la duchesse d'Orléans et ses deux fils à la chambre des députés et s'efforce d'obtenir que le comte de Paris monte sur le trône, la duchesse d'Orléans assumant la régence. Ce projet est réduit à néant quand, la chambre ayant été envahie, la République est proclamée. Dès le lendemain, sur ordre de Crémieux devenu ministre de la justice dans le gouvernement provisoire, Dupin, comme procureur général près la Cour de cassation, demande dans un réquisitoire que la justice soit désormais rendue « au nom du peuple français ».

#### Sous la Deuxième République et le Second Empire

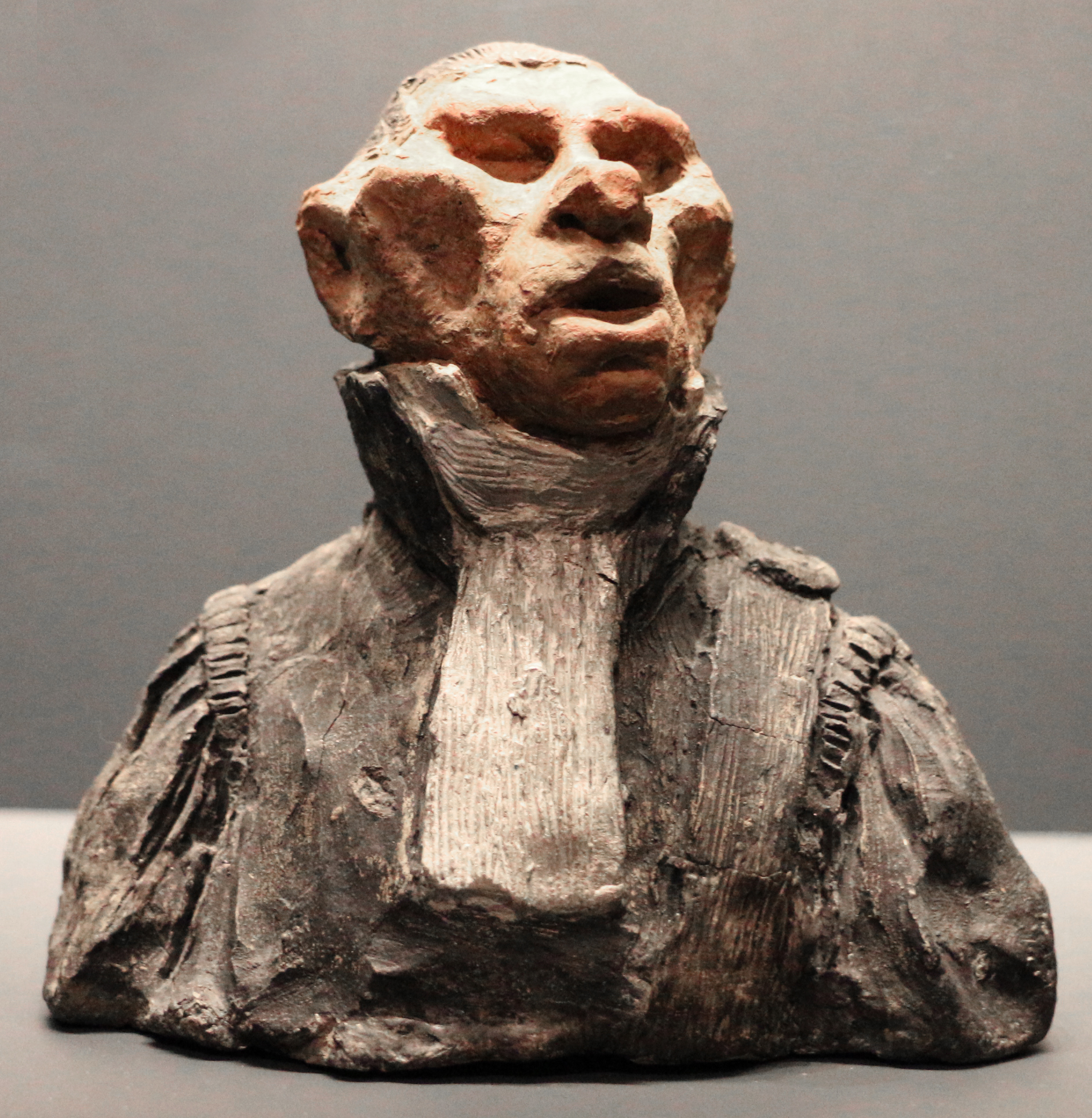
Caricature par Honoré Daumier

Cette demi-adhésion suffit au gouvernement provisoire qui maintient Dupin en fonctions en le dispensant de serment. Il peut même conserver ses fonctions au sein du conseil privé de la famille d'Orléans.
Élu député de la Nièvre à l'Assemblée constituante le 28 avril 1848, il siège à droite et s'associe aux votes des conservateurs : pour le rétablissement du cautionnement, contre les poursuites contre Louis Blanc et Marc Caussidière, contre l'amendement Grévy, contre la réduction de l'impôt du sel, contre le projet de rétablissement du divorce, pour la proposition Rateau, pour l'interdiction des clubs, etc. Président de la commission du règlement et du comité de législation, membre de la commission de constitution, il s'oppose à la reconnaissance du « droit au travail » (amendement Pyat) et est de ceux qui poussent à la dissolution des ateliers nationaux.
Il est élu représentant à l'Assemblée législative par le département de la Nièvre le 13 mai 1849 et en devient le président du 1er juin 1849, grâce aux suffrages des monarchistes. Il est confirmé dans ces fonctions jusqu'en 1851. Il y montre le même esprit caustique, qui s'exerce souvent au détriment des députés de la Montagne.

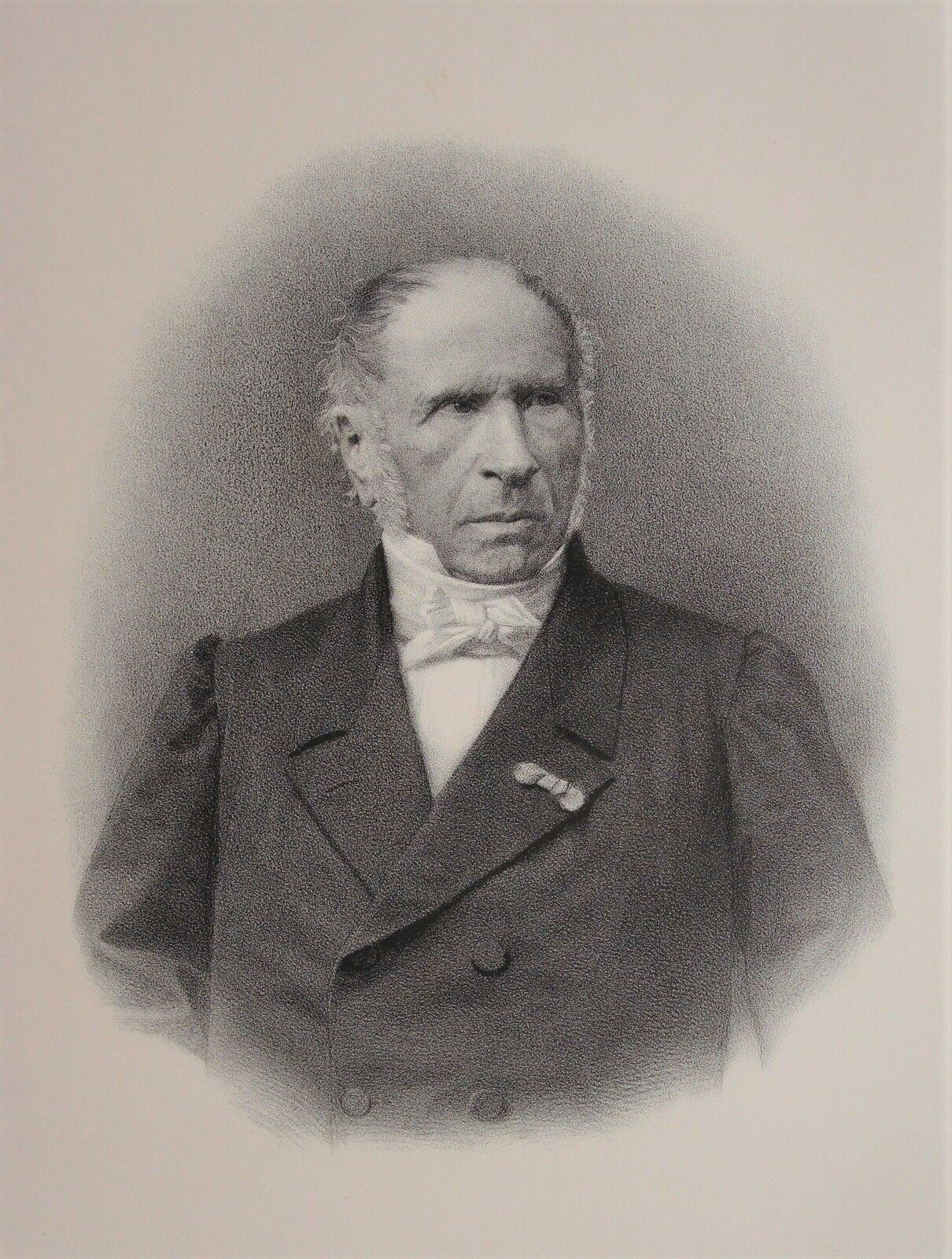
Portrait de Dupin gravé d'après une photographie de Pierre Petit.

Le coup d'État du 2 décembre 1851 met un terme à son mandat, mais il demeure procureur général près la Cour de cassation. Son attitude à l'occasion de cette journée est sévèrement critiquée par les républicains Après avoir refusé de protester publiquement contre l'acte de Louis-Napoléon Bonaparte, et même de signer le procès-verbal de la dernière séance tenue par l'assemblée dissoute, il montre les gendarmes à ses collègues en disant : « Nous avons le droit, c'est évident, mais ces messieurs ont la force ; partons. »
Il démissionne néanmoins de ses fonctions à la Cour de cassation le 22 janvier 1852 à la suite des décrets confisquant les biens de la famille d'Orléans, qu'il qualifie de « premier vol de l'Aigle ». Il se retire pendant six ans dans son château de Raffigny, à Gâcogne, dans le Morvan et s'occupe principalement d'agriculture, sujet qui lui est déjà très cher, ainsi que de la publication de ses Mémoires (1855-1861, 4 vol.). En souvenir de son épouse, il fait édifier sur la colline du Banquet, située sur la commune de Mhère en face de son château, une chapelle dédiée à Notre-Dame du Morvan.
En 1857, il accepte toutefois de reprendre son poste à la Cour de cassation, sur les instances de Napoléon III, faisant valoir qu'il a « toujours appartenu à la France et jamais aux partis », et est également nommé sénateur du Second Empire le 27 novembre 1857. En juin 1863, il prononce un discours très remarqué sur le luxe et, en 1865, un autre sur la prostitution. Dans les questions religieuses, il défend constamment les opinions gallicanes contre l'esprit ultramontain.

## Jugement de contemporains
Chez nombre de littérateurs, le jugement est des plus sévères envers les revirements et la supposée lâcheté de Dupin.
Dans les Châtiments, Victor Hugo écrit : « Ils prirent le plus lâche, et n’ayant pas Thersite,/Ils choisirent Dupin ».
Alexandre Dumas raille un homme qui « eut tant d’occasions de donner des preuves de sa fidélité aux Bourbons de la branche aînée, le 29 juillet 1830 ; de sa fidélité aux Bourbons de la branche cadette, le 24 février 1848 ; et enfin, de sa fidélité à la république, le 2 décembre 1851 ».
Auguste Barthélémy, dans son poème « La Justice du peuple – Aux Deux cent vingt-un », reprend le thème de la pleutrerie : « Ce sauveur de la Grèce, intrépide en discours/Chaussa des brodequins pour fuir dans les Trois Jours ».
Une médaille satirique est également frappée en 1850.

## Distinctions et hommages posthumes
Chevalier de la Légion d'honneur le 7 septembre 1830, il est promu officier le 30 septembre 1832, commandeur le 29 mars 1833 et grand-officier le 30 avril 1834.
Son buste en marbre par Eugène-André Oudiné se trouve au musée de Clamecy.
Tous les trois ans, l'Académie des sciences morales et politiques décerne le Prix Dupin Aîné, qui récompense un ouvrage juridique.
En 1864, la rue Dupin (7e arrondissement de Paris) est nommée en son honneur.
- Légion d'honneur :
  -  Chevalier de la Légion d'honneur : 1830
  -  Officier de la Légion d'honneur : 1832
  -  Commandeur de la Légion d'honneur : 1833
  -  Grand officier de la Légion d'honneur : 1834
  -  Grand-croix de la Légion d'honneur : 1837

## Œuvres
- Traité des successions ab intestat, 1804
- Principia juris civilis, 1806, 5 vol.
- Réflexions sur l'enseignement de l'étude du droit, 1807
- Précis historique du droit romain, depuis Romulus jusqu'à nos jours, 1809[18]
- Dissertations sur les rapports des cohéritiers, 1810
- Heinecii recitationes et elementa juris civilis, 1810, 2 vol.
- Tronchet, Ferey et Poirier, dialogue, 1811
- Dissertation sur le domaine des mers, et la contrebande, 1811
- Dictionnaire des arrêts modernes, 1812, 2 vol.
- De la nécessité de réviser et de classer les lois promulguées depuis 1789, 1814
- Des magistrats d'autrefois, des magistrats de la Révolution, des magistrats à venir, 1814
- De la libre défense des accusés, 1815
- Code du commerce des bois et charbons, 1817, 2 vol.
- Lettres sur la profession d'avocat, 1818, 2 vol.
- Discussion sur les apanages, 1818
- Précis historique du droit romain, depuis Romulus jusqu'à nos jours, publié chez Baudouin Frères, 1819
- Prolegomena juris, 1820
- Précis historique de l'administration et de la comptabilité des revenus communaux, 1820
- Du droit d'aînesse, 1820
- Notices historiques et critiques sur plusieurs livres de jurisprudence, 1820
- Bibliothèque choisie des livres de droit qu'il est le plus utile d'acquérir et de connaître pour faire suite aux lettres sur la profession d'avocat par M. Camus, 1818 (4e éd. reprise après Camus 1772 et Boulard 1804), 1833 (5e édition Bruxelles in-8°)
- Observations sur plusieurs points de notre législation criminelle, 1821
- Histoire de l'administration des secours publics, 1821
- De la jurisprudence des arrêts à l'usage de ceux qui les font et de ceux qui les citent, 1822
- Choix de plaidoyers en matière politique et civil, 1823, 2 vol.
- Legum leges, sive Baconii tractatus de fontibus universi juris, 1823
- Pièces relatives au procès du duc d'Enghien, 1823
- Lois des communes, avec introduction historique, 1823, 2 vol.
- Les libertés de l'Église gallicane, 1824
- Manuel des étudiants en droit et des jeunes avocats, 1825
- Précis historique du droit français, 1826
- Notions élémentaires sur la justice, le droit et les lois, 1827
- Des apanages en général et en particulier de l'apanage d'Orléans, 1827
- Le procès du Christ, Jésus devant Caïphe et Pilate, 1828
- Mémoires et plaidoyers de 1806 à 1830, 1830, 20 vol.
- Trois lettres sur l'aristocratie, le clergé et la pairie, 1831
- Recueil de pièces concernant l'exercice de la profession d'avocat, 1832, 2 vol.
- La Révolution de 1830, son caractère légal et politique, 1834
- Des apanages en général et de l'apanage d'Orléans en particulier, 1835
- Réquisitoires, plaidoyers et discours de rentrée, 1836-1874, 14 vol.
- Éloge de M. le duc de Nivernois, pair de France : prononcé dans la séance de l'Académie du 21 janvier 1840, N°9, rue de Vaugirard, Imprimerie de Crapelet, 1840, 56 p. (lire en ligne) ;
- Réfutation du manifeste catholique de M. de Montalembert, 1844
- Manuel du droit public ecclésiastique français, 1845
- De l’agriculture, des comices agricoles et de leur influence sur les campagnes, Paris : Impr. de Pillet fils aîné, 1849, in-12, X-30 p.
- Des comices agricoles et en général des institutions d'agriculture, Paris : Videcoq fils aîné, 1849, in-18, XXIV-227 p.
- Le Morvan, topographie, mœurs des habitants, 1852
- Présidence de l'Assemblée législative, 1853
- Mémoires, Paris, H. Plon, 1855-1861, 4 vol. in-8 (T. I : « Souvenirs du barreau, M. Dupin, avocat, ancien bâtonnier » ; T. II : « Carrière politique, souvenirs parlementaires, M. Dupin député, ministre, président 1827 à 1833 » ; T. III : « Carrière politique, souvenirs parlementaires, M. Dupin président de la Chambre des députés pendant huit sessions (du 23 novembre 1832, au 26 mars 1839) » ; T. IV : « Carrière politique, souvenirs parlementaires, M. Dupin, député (de 1839 à 1848) »)
- Règles générales de droit et de morale tirées de l'Écriture sainte, 1857
- Travaux académiques, discours et rapports, 1862
- Opinion sur le luxe effréné des femmes[19], 1865
- Manuel du droit ecclésiastique français, 1865
- Lois de compétence des fonctionnaires publics de toutes les hiérarchies, 1865, 4 vol.
- Réquisitoires, conclusions et discours de rentrée de 1830 à 1857 et de 1857 à 1865, 14 vol.

Les papiers personnels d'André Dupin sont conservés aux Archives nationales sous la cote 228AP.